# Integrated Device Technology
Integrated Device Technology (kurz: IDT) war ein US-amerikanischer Halbleiterhersteller, der 2019 von Renesas Electronics übernommen wurde. Die Firmenzentrale befand sich in San José, Kalifornien, die Produktion in Hillsboro, Oregon. Mit ungefähr 1.500 Angestellten weltweit entwickelte und fertigte IDT Halbleiter und war in zwei Geschäftsbereichen aktiv: Kommunikation und Hochgeschwindigkeitslogik (z. B. FIFOs) sowie SRAM.

## Geschichte
Früher fertigte IDT MIPS-Prozessoren, die von QED entwickelt wurden. Außerdem hatte IDT von 1995 bis 1999 eine eigene x86-Prozessorfamilie namens WinChip, die von dem Tochterunternehmen Centaur Technology entwickelt wurden, im Angebot. Im September 1999 wurde Centaur Technology an VIA Technologies verkauft.

### Übernahmen
- April 1999: Übernahme von Quality Semiconductor (QSI), ein Anbieter von Taktgebern
- Oktober 2002: Übernahme von Solidum Systems[1]
- Mai 2004: Übernahme von ZettaCom
- Juni 2005: Übernahme von Integrated Circuit Systems (ICS) (1,5 Milliarden US$)
- Oktober 2005: Übernahme von Firmenteilen von Freescale Semiconductor (35 Millionen US$)
- Juli 2006: Übernahme der Audio-Abteilung von SigmaTel (80 Millionen US$)
- Dezember 2015: Übernahme von Zentrum Mikroelektronik Dresden (ZMDI)
- März 2019: Renesas übernimmt IDT[2]

## Produkte

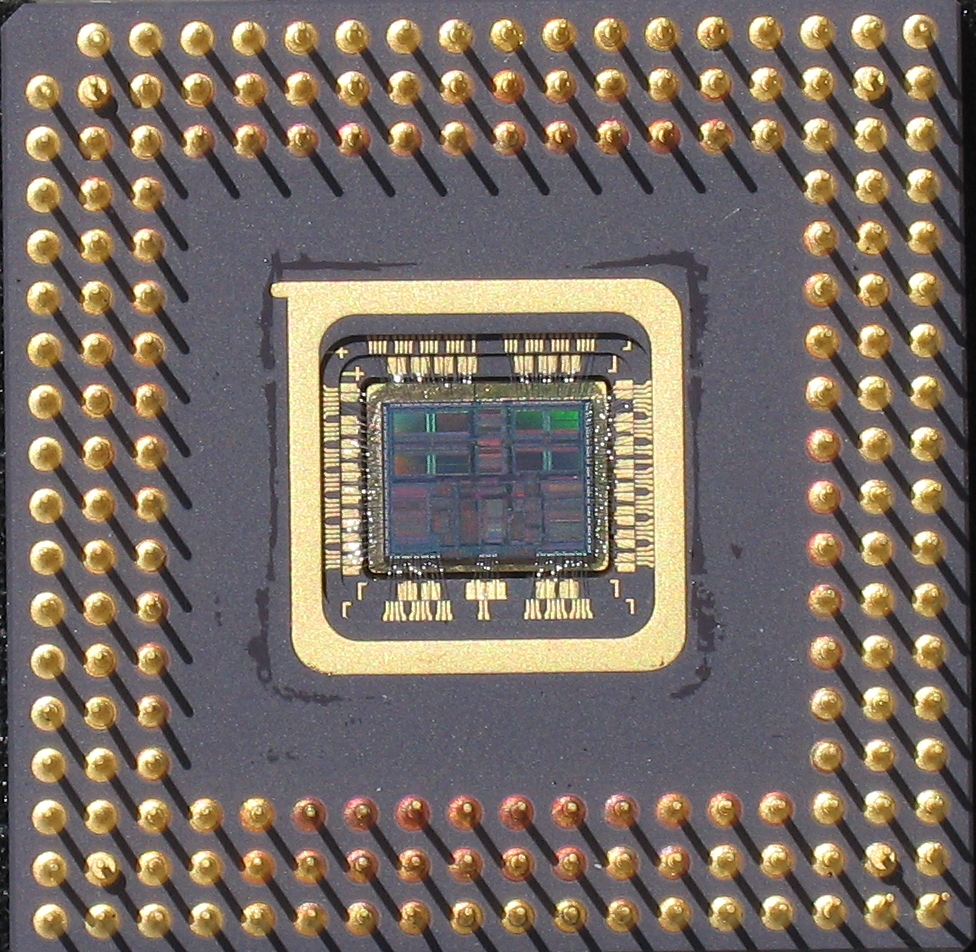
Die des IDT R4700

Eine Spezialität des Unternehmens waren Bauelemente für Netzwerkverarbeitung, insbesondere Paketfilterung für Firewalls. Ein weiteres bekanntes Produkt war IDTs Implementierung des Advanced Memory Buffer (AMB), ein wichtiger Bestandteil der Fully Buffered DIMM Speichertechnik.